# Кабрал Барбоза, Рафаэл
Рафаэ́л Кабра́л Барбо́за, либо Рафаэл Кабрал, либо просто Рафаэл (порт. Rafael Cabral Barbosa; 20 мая 1990, Сорокаба, штат Сан-Паулу) — бразильский футболист, вратарь клуба «Реал Солт-Лейк». Выступал за сборную Бразилии.

## Биография
Ещё в детском возрасте Рафаэл выступал в команде местного города в футзал, в составе одной из команд стал чемпионом города по этому виду спорта. Параллельно занимался большим футболом. Воспитанник футбольного клуба «Сантос», в котором обучался с 13 лет. Прошёл все возрастные категории в юношеском футболе (до 13, 15, 17 и 20 лет). Отличается мощным ударом с правой ноги, гибкостью и пластичностью в игре в воротах.
В 2009 году стал привлекаться к играм основного состава клуба, однако дебютировал в основе лишь в середине 2010 года. Первой официальной игрой Рафаэла стал матч чемпионата Бразилии на Минейрао против «Крузейро», завершившийся со счётом 0:0. В этой игре Рафаэл сменил в рамке ворот «святых» Фелипе, который провёл все предыдущие 37 игр «Сантоса» в 2010 году. После удачного дебюта тренерский штаб команды оставил Рафаэла в качестве основного вратаря, а после уходу Фелипе в аренду в «Депортиво Ла-Корунья» Рафаэлу достался и первый номер.
Вскоре Рафаэл стал «титуларом» в финальных играх Кубка Бразилии, победа в котором дала «Сантосу» путёвку в Кубок Либертадорес. В 2011 году место Рафаэла в основе не подвергалось сомнению. Вначале «Сантос» выиграл Лигу Паулисту, а в июне — Кубок Либертадорес, в третий раз в истории и впервые с 1963 года, когда за команду выступал Пеле. Особенно ярко проявил себя Рафаэл в ответном матче 1/8 финала турнира. По признанию специалистов, если бы не вдохновенная игра бразильского вратаря, мексиканская «Америка» сумела бы ликвидировать на своём поле преимущество «Сантоса» после первого матча (1:0) и, скорее всего, смогла бы забить ещё больше мячей.
В июле 2013 года «Сантос» объявил об уходе Рафаэла в итальянский клуб «Наполи».

## Достижения
- Чемпион штата Сан-Паулу (3): 2010, 2011, 2012
- Чемпион Кубка Бразилии (1): 2010
- Обладатель Кубка Италии (1): 2013/14
- Обладатель Суперкубка Италии (1): 2014
- Обладатель Кубка Либертадорес (1): 2011
- Обладатель Рекопы Южной Америки (1): 2012